# Kosynierzy

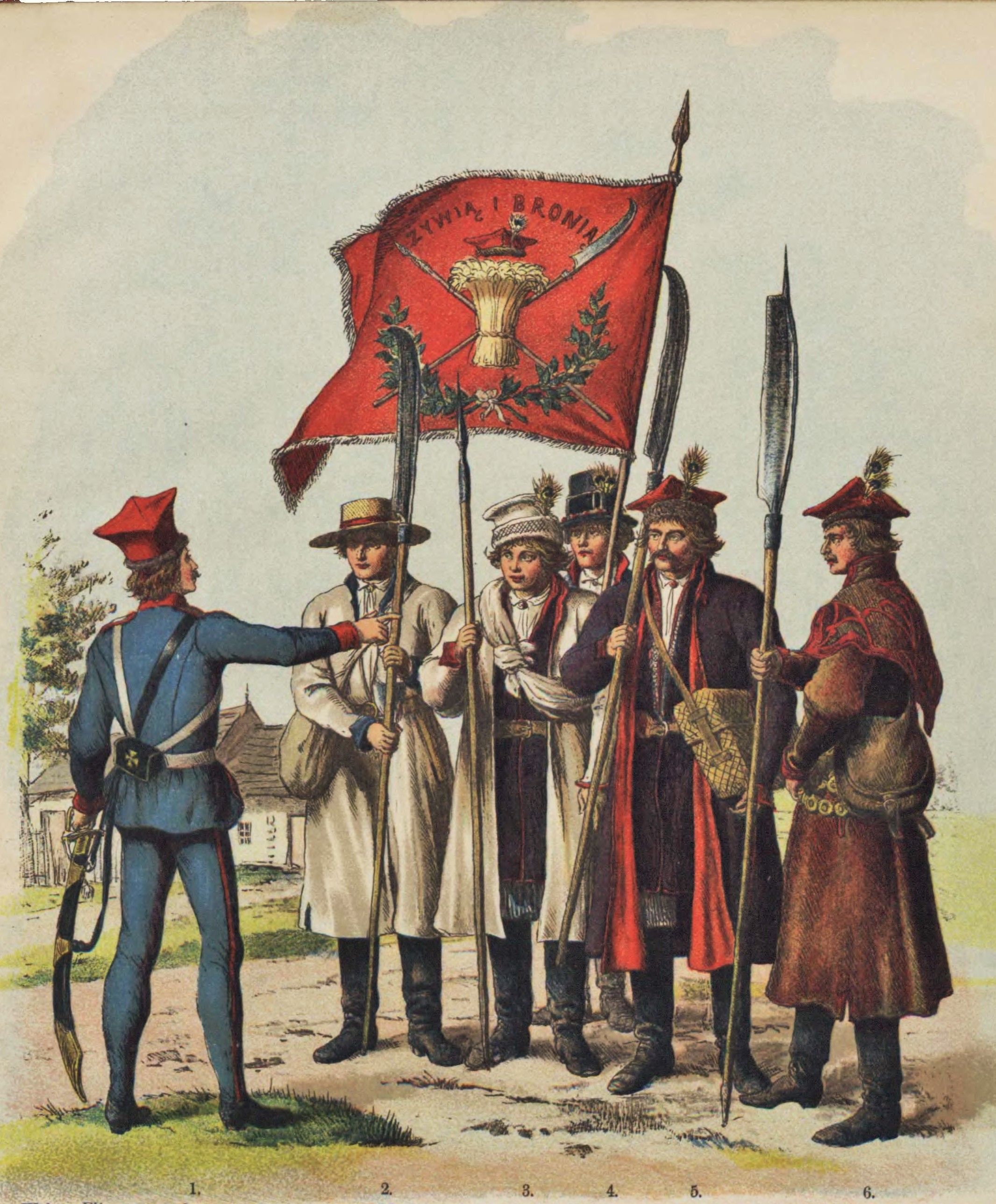
1. Oficer kosynierów, 2, 5, 6. – Kosynierzy, 3. Pikinier, 4. Chorąży trzymający chorągiew kosynierów batalionu kosynierów krakowskich.

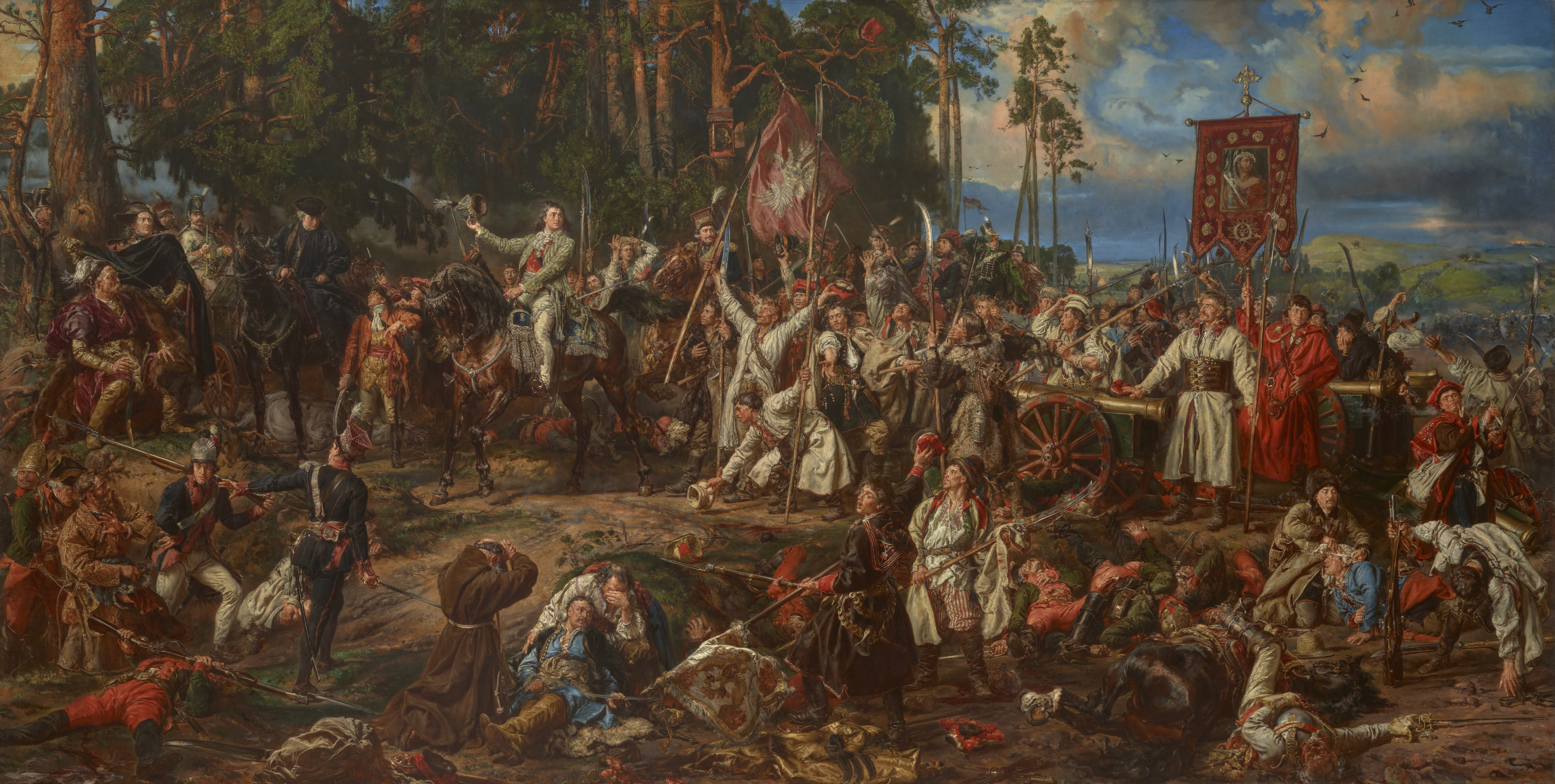
Kosynierzy na obrazie z 1888 roku Kościuszko pod Racławicami Jana Matejki.

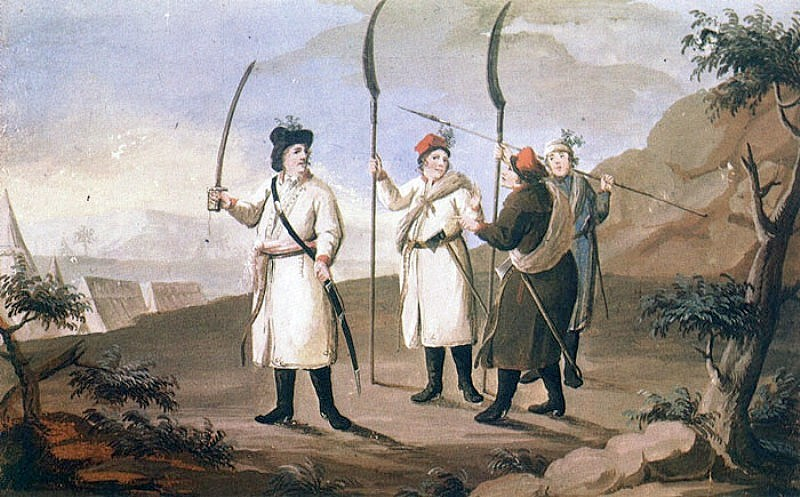
Michał Stachowicz, Kosynierzy chłopskiego pospolitego ruszenia z 1794 roku

Kosynierzy – żołnierze pieszych formacji ochotniczych i milicyjnych tworzonych na zasadzie pospolitego ruszenia, którzy uzbrojeni byli w kosy bojowe. Nazwa zazwyczaj odnosi się do okresu insurekcji kościuszkowskiej choć podobne oddziały brały udział także w innych kampaniach wojennych na terenie Polski. Jednostki te ze względu na improwizowany charakter były charakterystyczne dla działań wojennych o charakterze partyzanckim i powstańczym. Dewizą kosynierów było hasło „żywią i bronią”, które umieszczone było na ich sztandarze.

## Historia formacji

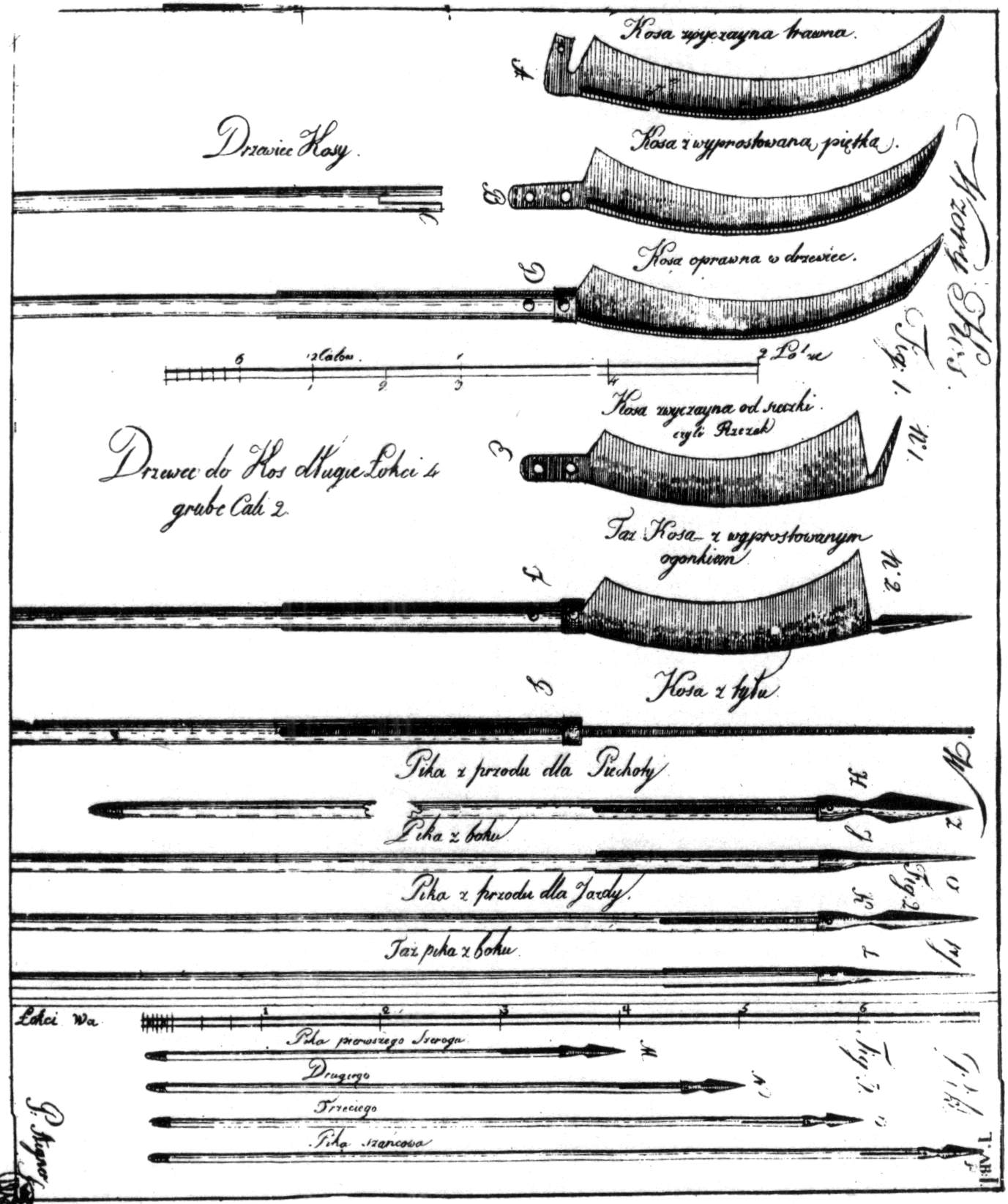
Rysunki z regulaminu dla kosynierów napisanego przez Piotra Aignera Krótka nauka o pikach i kosach, 1794.

Formacja pojawiła się w Polsce po raz pierwszy w czasie insurekcji kościuszkowskiej. Pomysł na formowanie tego rodzaju jednostek przypisuje się Tadeuszowi Kościuszce za broszurą Józefa Pawlikowskiego pt. „Czy Polacy wybić się mogą na niepodległość?”. Ten sam autor już w swojej młodości w anonimowej pracy „Projekt wzmocnienia sił krajowych” proponował aby ustanowić prawo zobowiązujące wsie do składek pieniędzy na broń palną oraz kucie grotów do pik i przerabianie kos gospodarskich na bojowe z żelazem „na prost oprawionem...” upatrując w tym szansy na szybkie oraz w miarę tanie zwiększenie potencjału bojowego wojsk polskich w starciu z zaborcami.
Z powodu braków personalnych w regularnej armii oraz niedostatecznej ilości broni palnej obywateli rekrutowanych na zasadzie pospolitego ruszenia uzbrajano w kosy i formowano z nich oddziały tzw. „milicji ruchomej”. Oddziały te pełniły zazwyczaj funkcje porządkowe, pracowały w umacnianiu fortyfikacji i wspierały wojsko regularne w czasie obrony miasta. Później wykorzystywano je także w czasie działań wojennych oraz jako odwody w trakcie bitew. W okresie tym powstała nawet specjalna instrukcja walki przeznaczona dla oddziałów kosynierskich pt. „Krótka nauka o pikach i kosach” napisana przez polskiego architekta oraz oficera insurekcji Piotra Aignera.
Pierwsze tego typu jednostki stworzyli wyznaczeni przez Tadeusza Kościuszkę werbownicy bracia generał major ziemiański Jan i Andrzej Slascy, ziemianie z krakowskiego. Wystawili oni własnym sumptem liczące około 2000 piechurów oddziały chłopskie, których podstawowym wyposażeniem były kosy bojowe, piki i siekiery. Członków tych oddziałów, tworzących tzw. „milicję krakowską” nazwano wówczas „kosynierami”. Początkowo jednostki te stanowiły jedynie siły pomocnicze i nie były wcielane do wojska regularnego jednak z czasem część z nich, szczególnie kadry podoficerskiej, włączono w skład polskiej armii. Z kosynierów, którzy wsławili się zdobyciem armat w bitwie pod Racławicami utworzono dwie formacje w wojsku polskim: 1 Regiment Grenadierów Krakowskich oraz 2 Regiment Grenadierów Krakowskich.
Wbrew popularnym wyobrażeniom w okresie powstania kościuszkowskiego kosynierzy nie byli dominującym rodzajem wojsk i używano ich jedynie jako siły pomocnicze i uzupełniające. Pomimo pewnych niedostatków broni palnej większym problemem byli rekruci bez wyszkolenia wojskowego, którzy nie potrafili jej używać. Piesze regimenty koronne zaopatrzone były w broń palną na poziomie 75,4%, w batalionach strzelców oraz milicji na poziomie 68,9%. Reszcie żołnierzy przydzielono piki i kosy, głównie ze względu na nieumiejętność posługiwania się karabinami. Tylko w jednym 7 Regimencie Pieszym Koronnym kosynierzy stanowili w 1794 roku większość żołnierzy.
| Regiment                                   | Karabiny | Kosy i piki |
| ------------------------------------------ | -------- | ----------- |
| 1 Regiment Pieszy Koronny                  | 73%      | 23%         |
| 2 Regiment Pieszy Koronny                  | 65%      | 35%         |
| 3 Regiment Pieszy Czapskiego               | 70%      | 30%         |
| 4 Regiment Pieszy Buławy Wielkiej Koronnej | 84%      | 16%         |
| 5 Regiment Fizylierów                      | 85%      | 15%         |
| 6 Regiment Pieszy Łanowy                   | 72%      | 28%         |
| 7 Regiment Pieszy Koronny                  | 32%      | 68%         |
| 8 Regiment Pieszy Buławy Polnej Koronnej   | 66%      | 34%         |
| 9 Regiment Pieszy Raczyńskiego             | 66%      | 34%         |
| 10 Regiment Pieszy Ordynacji Rydzyńskiej   | 100%     | –           |
| 13 Regiment Pieszy Ordynacji Ostrogskiej   | 82%      | 18%         |
| 14 Regiment Pieszy im. Potockich           | 53%      | 47%         |
| 16 Regiment Pieszy Były Skarbowy           | 93%      | 7%          |
| 17 Regiment Pieszy Koronny                 | 93%      | 7%          |
| 18 Regiment Pieszy Koronny                 | 100%     | –           |
| 19 Regiment Strzelców Koronnych            | 72%      | 28%         |
| 20 Regiment Pieszy Koronny                 | 63%      | 27%         |

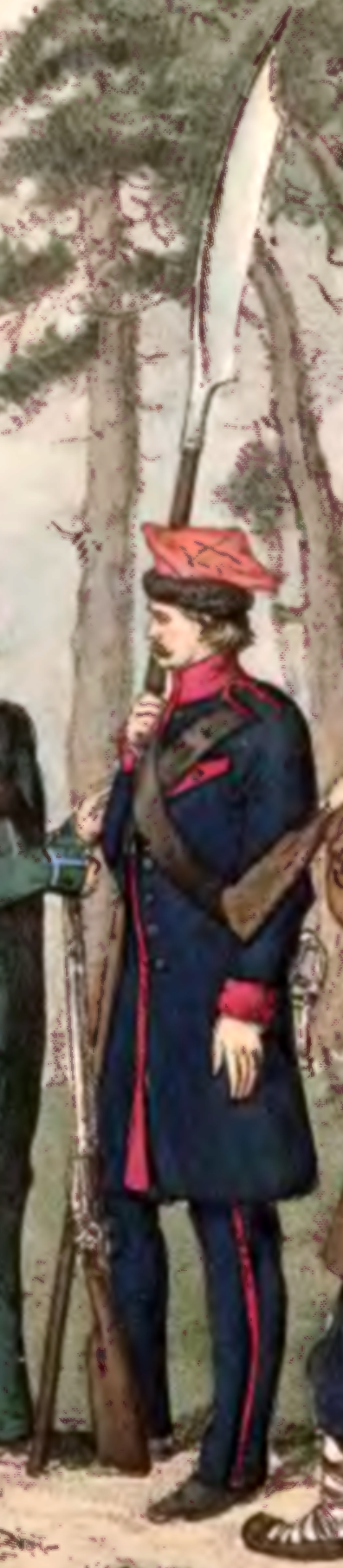
Kosynier, 9 Pułk Piechoty Liniowej – 1830

Oddziały kosynierów wzięły również udział w powstaniu listopadowym w latach 1830–1831 jako część oddziałów powstańczych. Ochotnicze oddziały kosynierów samorzutnie formowali różni dowódcy powstańczy w tym m.in. Emilia Plater, która na Litwie stanęła na czele oddziału partyzanckiego liczącego 280 strzelców, 60 kawalerzystów oraz kilkuset chłopów – kosynierów. Część formacji kosynierskich miało charakter oddziałów partyzanckich, a niektóre z nich wcielono do regularnych wojsk polskich jak np. kosynierskie pododdziały 9 Pułku Piechoty Liniowej Królestwa Kongresowego. Oddziały kosynierskie były w tym okresie formacjami bardzo licznymi. W czasie tego powstania według relacji Henryka Dembińskiego jedno tylko województwo krakowskie wystawiło w ciągu tygodnia 60 000 kosynierów.
Kosynierzy stanowili również istotną część piechoty narodowych sił zbrojnych w okresie powstania krakowskiego 1846 roku. Kompanie kosynierskie formowali na Wawelu Michał Pałczyński i Władysław Iżycki. Ich skład stanowili przede wszystkim włościanie z okręgu miasta Krakowa. Utworzono wtedy 1 batalion kosynierów, którym dowodził złotnik Teofil Zamojski. Podoficerowie byli uzbrojeni w strzelby myśliwskie. Żołd kosyniera wynosił 15 groszy dziennie i wypłacano go na 5 dni z góry.

## Bitwy z udziałem kosynierów

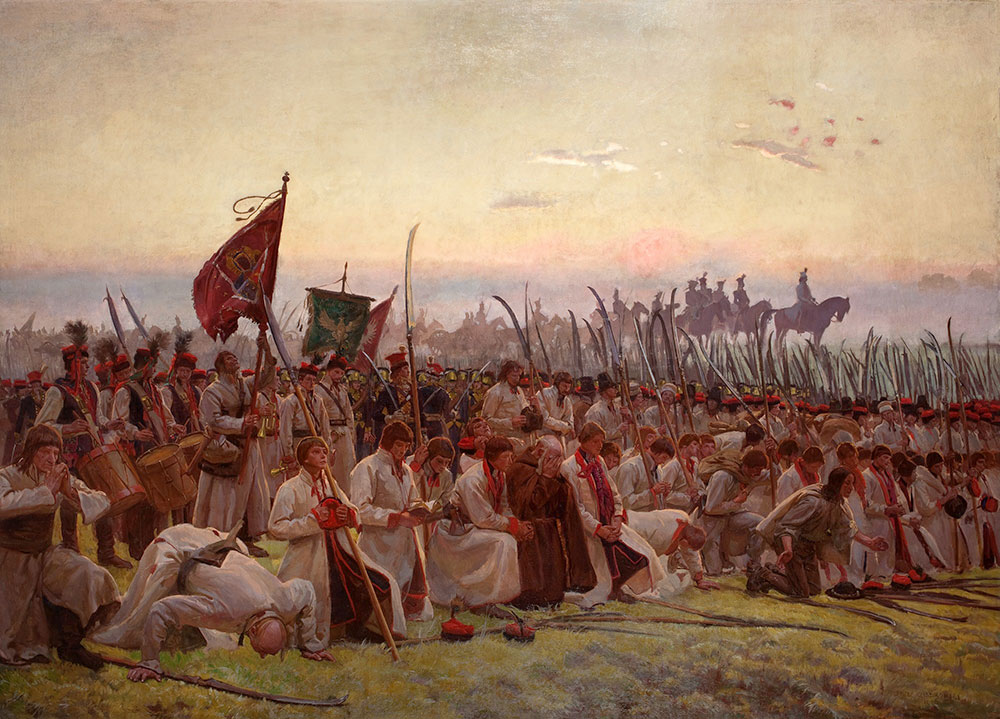
Kosynierzy przed bitwą na obrazie Racławice autorstwa Józefa Chełmońskiego

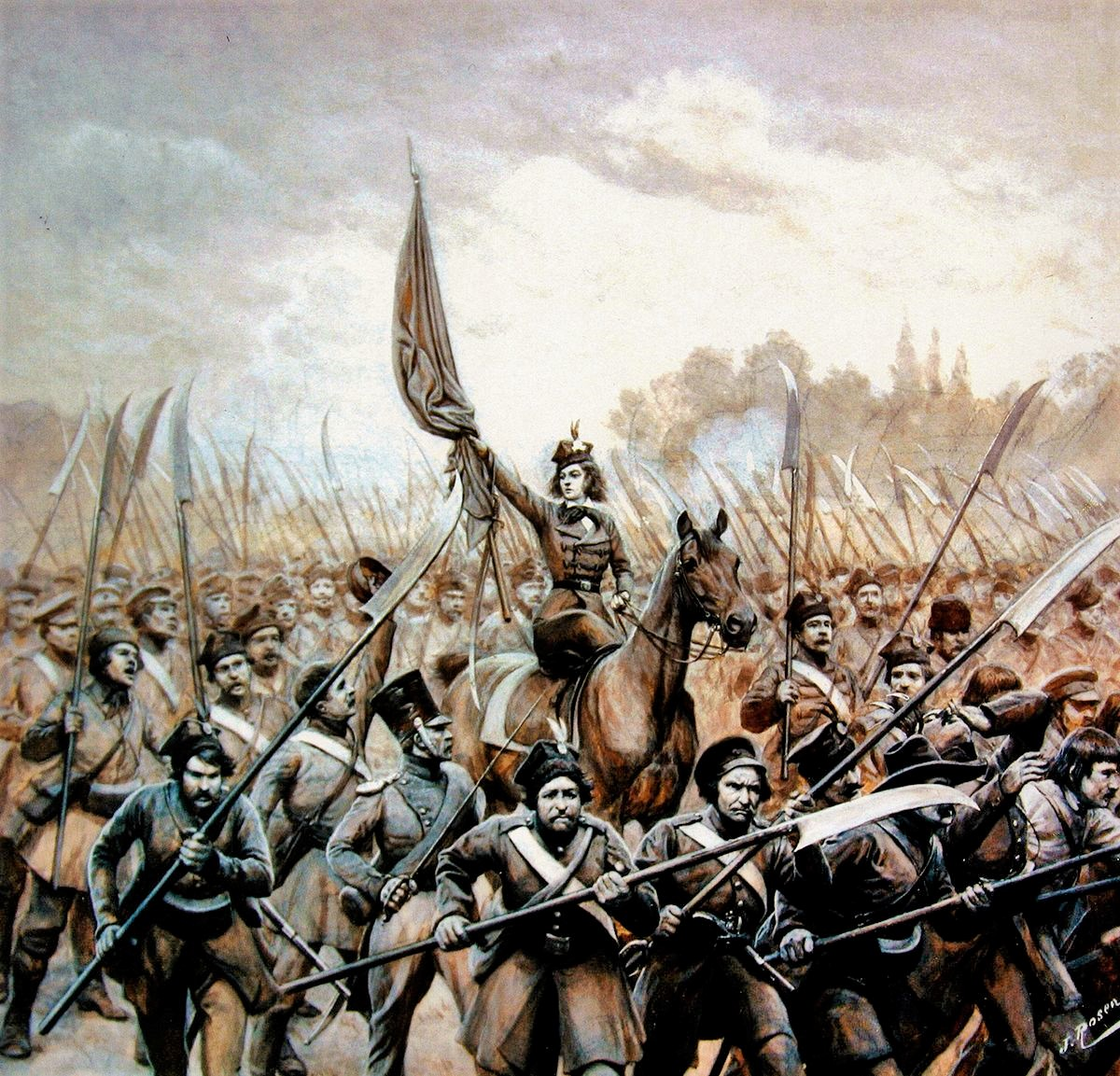
Emilia Plater na czele kosynierów z powstania listopadowego z roku 1831, obraz Jana Rosena

### Insurekcja kościuszkowska 1794
Improwizowane oddziały kosynierów po raz pierwszy zostały użyte w działaniach wojennych podczas tego powstania. Wzięły one udział w większości bitew insurekcji kościuszkowskiej:
- 4 kwietnia 1794 roku o godzinie 18.50[13] w bitwie pod Racławicami atak 300 kosynierów prowadzony osobiście przez Tadeusza Kościuszkę na obsługę armat rosyjskich miał rozstrzygające znaczenie dla jej losów i przesądził o wygranej Polaków. W sumie w bitwie udział wzięło ok. 500 kosynierów w tym najsławniejsi, którzy pierwsi dopadli dział zapisując się imiennie w historii tej kampanii Wojciech Bartos oraz Józef Świstacki.
- 6 czerwca 6000 kosynierów brało udział w przegranej przez wojsko polskie z połączonymi siłami prusko-rosyjskimi bitwie pod Szczekocinami[14].

### Powstanie listopadowe 1830–1831
- 26 maja w bitwie pod Ostrołęką,
- W dniach 14 i 17 czerwca 1831 w walkach pod Kockiem – kosynierzy z 9 Pułku Piechoty Liniowej Królestwa Kongresowego,
- 3 sierpnia 1831 ok. 450 kosynierów pod komendą gen. bryg. Zygmunta Stryjeńskiego wzięło udział w bitwie o Koło[15].

### Powstanie wielkopolskie 1848
Kosynierzy brali udział również w powstaniu wielkopolskim 1848, m.in.:
- 29 kwietnia 1848 roku w przegranej dla Polaków bitwie pod Książem wzięło udział 500 kosynierów[16].
- 30 kwietnia 1848 roku w zwycięskiej dla Polaków bitwie pod Miłosławiem wzięło udział 1300 kosynierów[17].

### Powstanie styczniowe 1863–1864
- 3 lutego 1863 grupa ok. 1000 kosynierów, dowodzonych przez Władysława Jabłonowskiego, przeprowadziła atak na rosyjskie armaty w zwycięskiej dla Polaków bitwie pod Węgrowem[18].
- 18 marca 1863 w zwycięskiej dla Polaków bitwie pod Grochowiskami kosynierzy pod dowództwem płk. Dąbrowskiego rozbili dwie roty 25 Smoleńskiego Pułku Piechoty[18].
- 21 kwietnia 1863 zwycięska dla powstańców bitwa pod Ginietynami, umieszczona na jednej z tablic na Grobie Nieznanego Żołnierza w Warszawie.

W czasie kampanii wrześniowej 1939 powstała jednostka kosynierów gdyńskich.

## Ubiór

### Insurekcja kościuszkowska

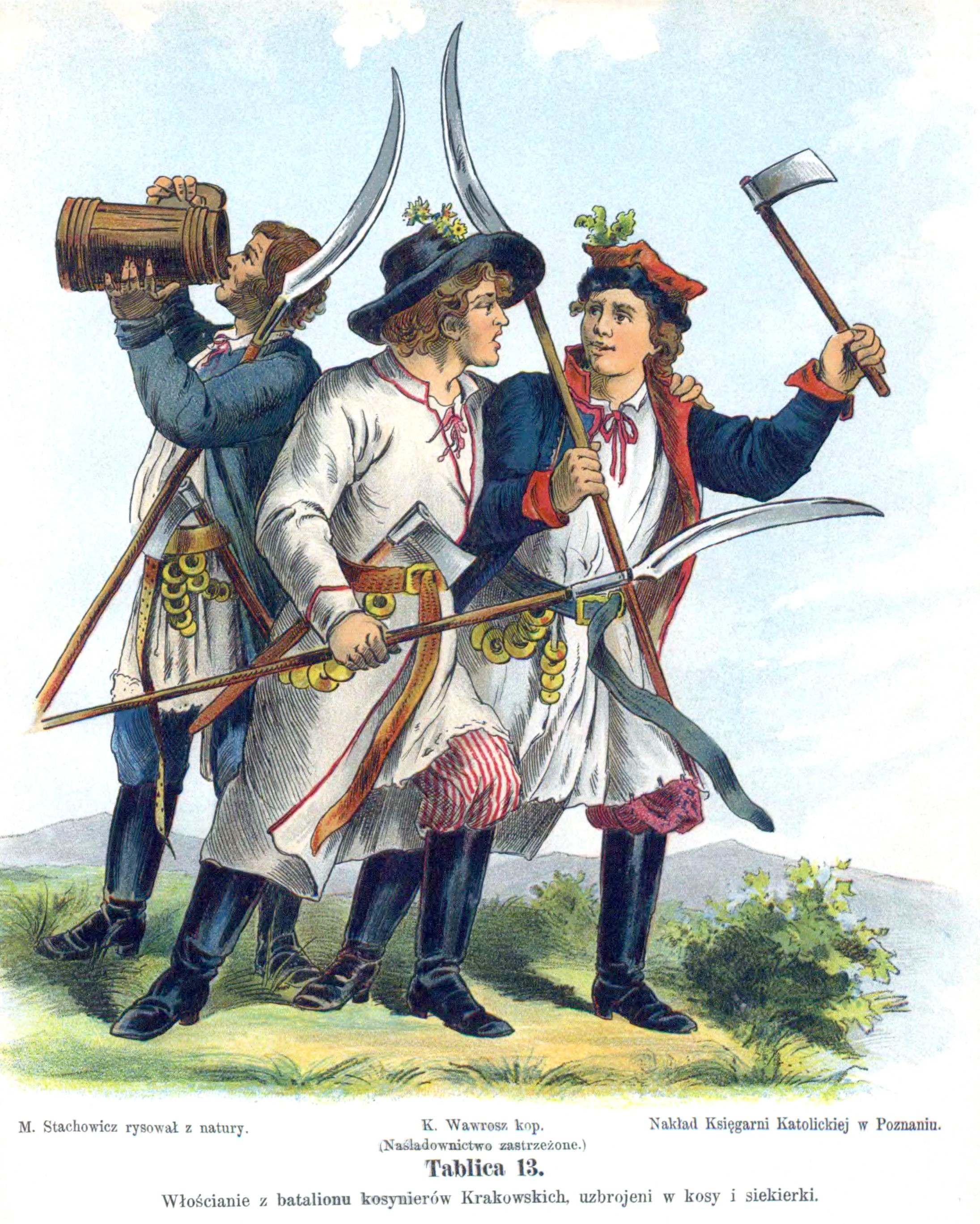
Rysunek Michała Stachowicza przedstawiający kosynierów krakowskich

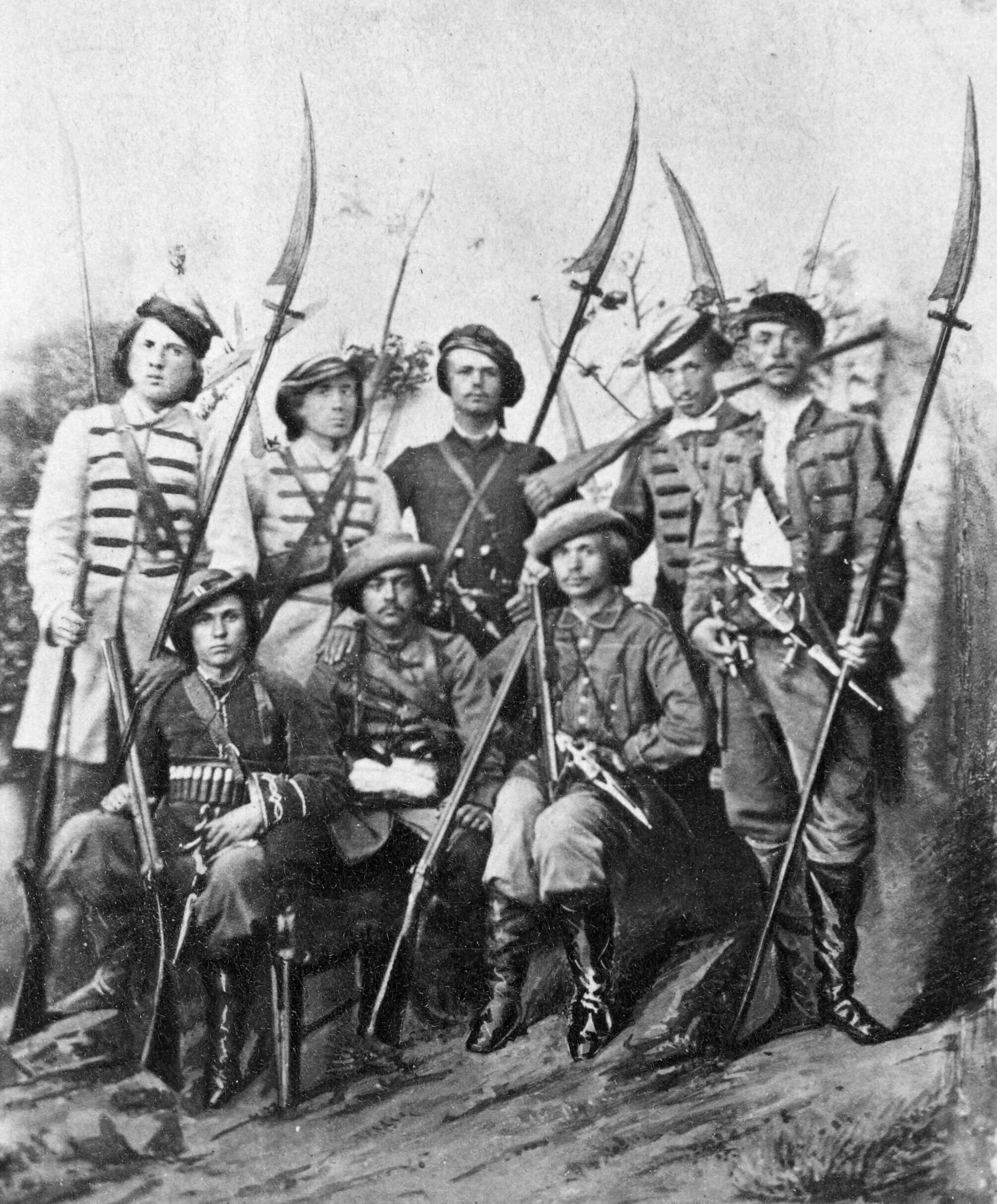
Polscy kosynierzy z powstania styczniowego 1863

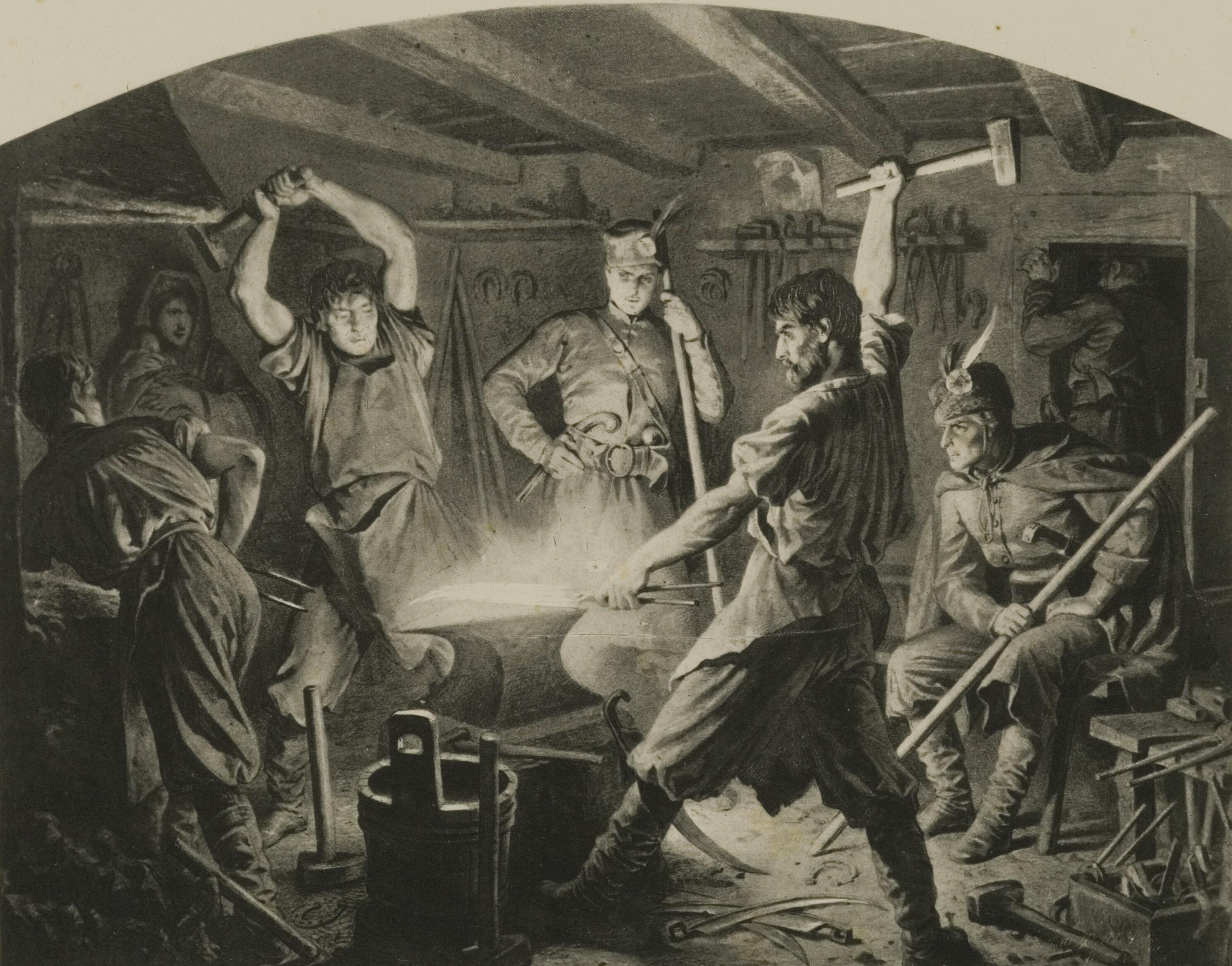
„Kucie kos” XIX wieczna grafika Artura Grottgera z cyklu Polonia.

Brak funduszy oraz improwizowane warunki insurekcji kościuszkowskiej spowodowały niejednolity strój oddziałów kosynierskich. Aby temu zapobiec, dnia 6 maja 1794 roku magistrat krakowski polecił swojemu Komisariatowi Wojennemu umundurowanie milicji krakowskiej „w zupełności w jakie bądź mundury”. Komitet z braku funduszy umundurował ją w czerwone rogatywki oraz białe sukmany. Masowy udział chłopów z ziemi krakowskiej w insurekcji kościuszkowskiej sprawił, że ludowy strój krakowski stał się mundurem wojskowym piechoty złożonej z Krakusów i Kosynierów.
Kosynier był ubrany w tradycyjną białą sukmanę spiętą pasem. Na ramiona zarzucał brązową gunię, na głowę wkładał czerwoną rogatywkę lub tyniecką magierkę, na nogi – buty z cholewami. Jednolicie umundurowane były dwa regimenty grenadierów krakowskich, które zostały sformowane ze sławnych kosynierów racławickich. Nosili oni czapki rogatywki, granatowe kurtki z zielonymi wyłogami i czechczery lub spodnie z białego sukna.

### Powstanie krakowskie
Ubiór kosynierów w okresie powstania krakowskiego 1846 roku stanowiła kurtka tzw. wołoszka z szaraczkowego sukna z kołnierzem karmazynowym, konfederatką pąsową i spodnie szaraczkowe.

## Uzbrojenie kosyniera

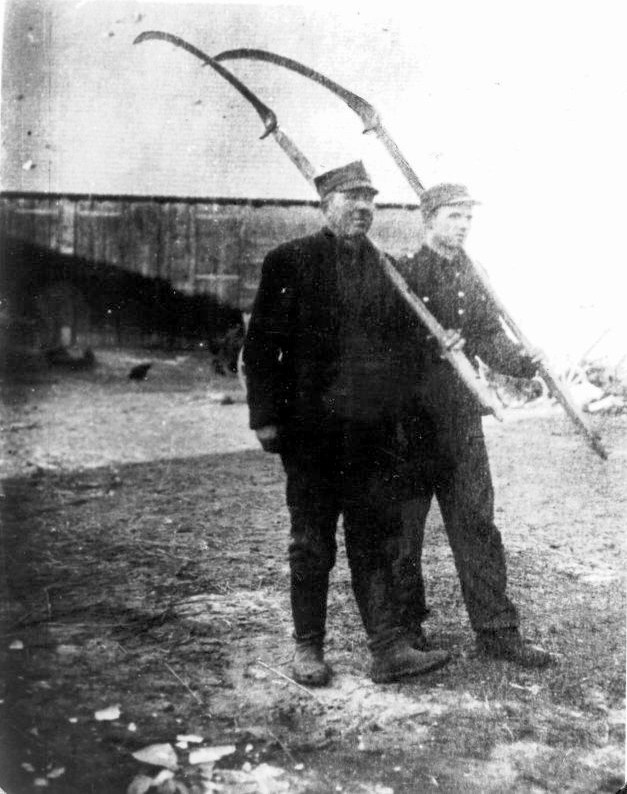
Kosynierzy gdyńscy, Andrzej Skibiński i jego syn Jan

Podstawowym uzbrojeniem kosyniera była przerobiona z kosy gospodarskiej, nabita na sztorc kosa bojowa. Ponieważ kosa do ścinania roślinności osadzana była poziomo, wymagała przekucia i wyprostowania trzpienia osadzającego ostrze w drzewcu. Narzędzia te czasem wymagały również innych przeróbek. Władze kierujące różnymi zrywami wolnościowymi przygotowywały w tym celu specjalne instrukcje dla chłopów. Najbardziej znaną były Krótka nauka o pikach i kosach napisana przez Piotra Aignera oraz Nauka o urządzeniu kos i pik wydana podczas powstania listopadowego.
Do modyfikacji wykorzystywano zwykłe kosy do ścinania zboża oraz traw, a także kosę do robienia sieczki zwaną rzezakiem. Była to szeroka kosa z ostrzem rozszerzającym się ku końcowi, na którym sterczał hak zwany ogonkiem. Służył on do zaczepiania kosy w otworze po drugiej stronie korytka, którym podsuwało się pod ostrze słomę do siekania. To narzędzie ręczne zostało później wyparte przez sieczkarnię. Ogonek rzezaka przekuwano na dodatkowy szpikulec rzezaka bojowego, który mógł służyć do kłucia i w konsekwencji stanowił bardziej funkcjonalną broń – skrzyżowanie kosy z piką. Kosy nie były produkowane seryjnie. Przerabiano je samodzielnie lub w wielu lokalnych kuźniach tak więc istniało ich wiele odmian i rodzajów.
Dodatkowo w insurekcji kościuszkowskiej kosynierzy nosili również siekiery zwykle zatknięte za pasem. Część żołnierzy z tych oddziałów było uzbrojonych także w piki, a rekrutujący się z milicji ruchomej grenadierzy krakowscy z 1. i 2. regimentu po przeszkoleniu otrzymali również szable oraz broń palną.

## Kosynierzy w kulturze

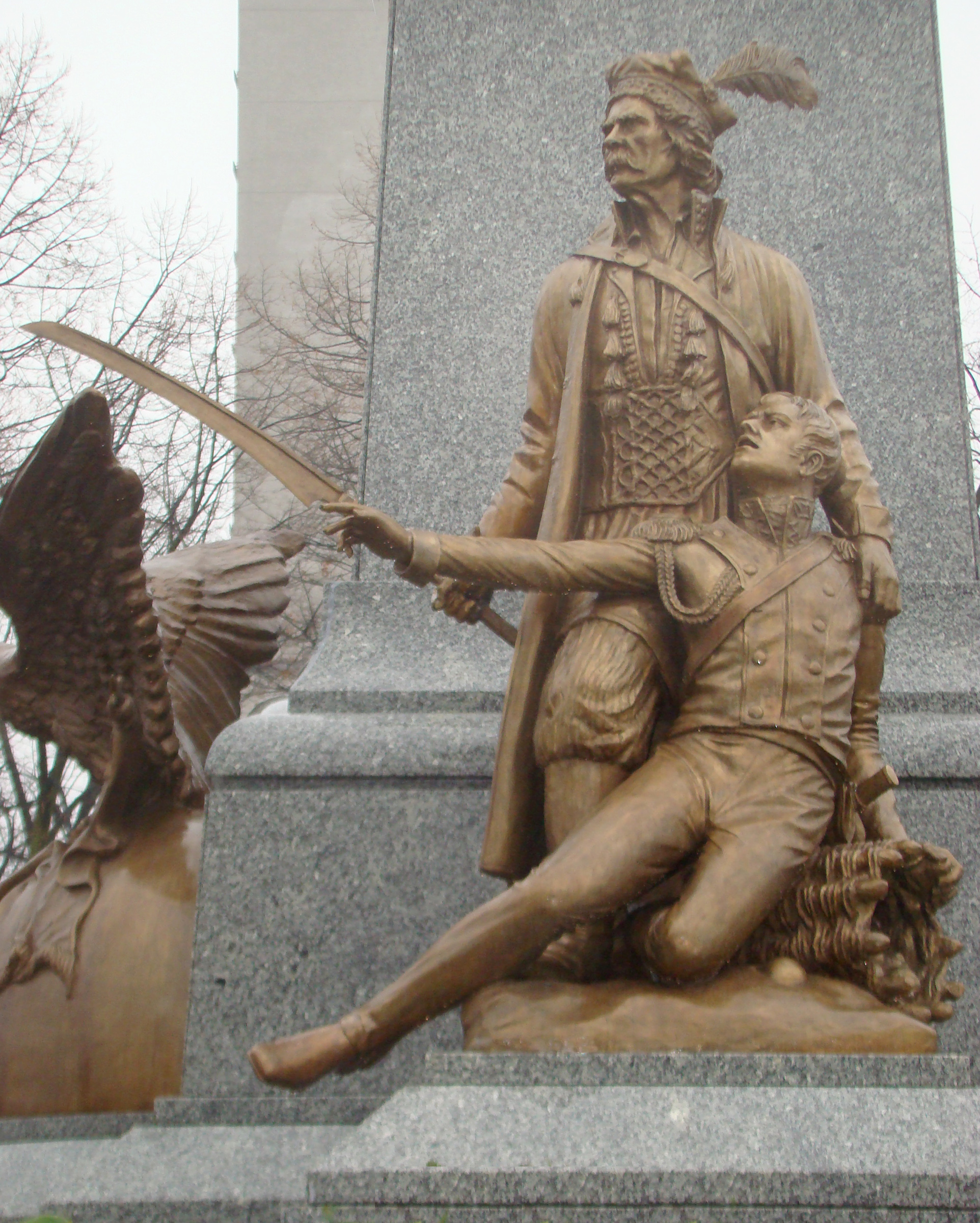
Pomnik Kościuszki w Warszawie kopia Pomnika Tadeusza Kościuszki w Waszyngtonie.

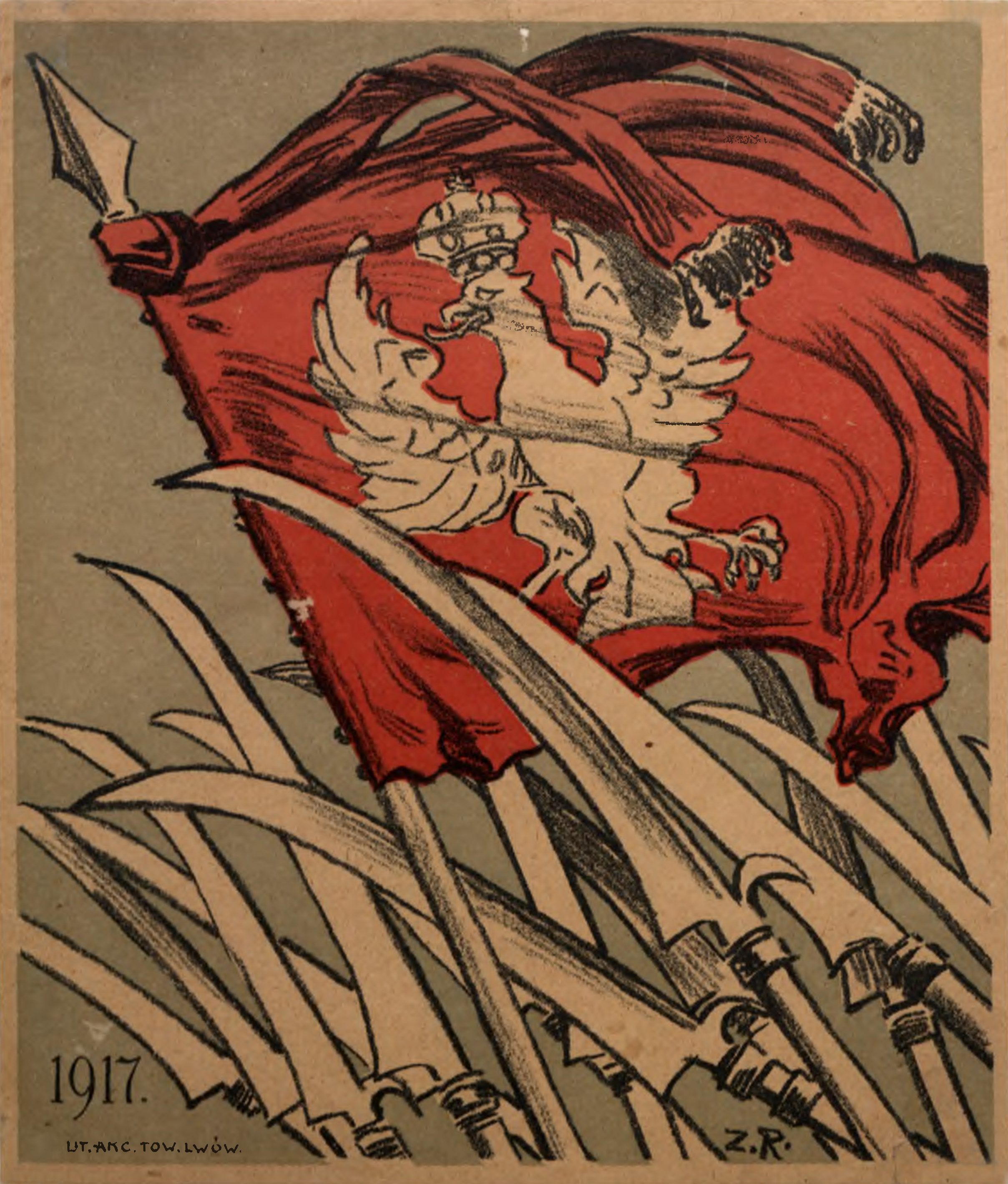
Patriotyczna naklejka okienna przedstawiająca czerwoną flagę z Orłem Białym wśród ustawionych na sztorc kos kosynierów, rok 1917

### Malarstwo
- W 1863 roku Artur Grottger przedstawił kosynierów na grafice „Kucie kos” z cyklu Polonia.
- W 1888 roku Jan Matejko przedstawił kosynierów na obrazie Kościuszko pod Racławicami.
- W 1894 roku malarze Juliusz Kossak oraz Jan Styka umieścili kosynierów na panoramicznym obrazie zatytułowanym Panorama Racławicka.
- Kosynierów na kilku swoich obrazach przedstawił krakowski malarz Michał Stachowicz.
- W 1906 roku polski malarz Józef Chełmoński przedstawił kosynierów na obrazie „Modlitwa przed bitwą”.

### Literatura
- Władysław Ludwik Anczyc napisał w 1863 roku sztukę poświęconą kosynierom pt. „Trzech moskali: opowiadanie Walentego Kurka kosyniera spod Bodzentyna”[23][24]. W 1862 roku w okresie poprzedzającym wybuch powstania styczniowego wydawał on także tajne „czasopismo „Kosynier”.
- W 1904 Maria Konopnicka napisała wiersz, w którym upamiętniła kosynierów biorących udział w Boju pod Węgrowem.

### Pomniki
Kosynierów upamiętniają pomniki:
- Pomnik autorstwa Macieja Krysiaka poświęcony bitwie pod Maciejowicami ulokowany w Maciejowicach,
- Kosynier jest elementem dekoracyjnym Pomnika Tadeusza Kościuszki w Waszyngtonie autorstwa Antoniego Popiela, którego kopia znajduje się w Warszawie,
- Pomnik Bartosza Głowackiego na polach bitewnych w Janowiczkach,
- Pomnik Bartosza Głowackiego we Lwowie,
- Przedstawiony na jednym z kartuszów okalających Pomnik Tadeusza Kościuszki w Łodzi,